# 苗海潮
苗海潮，隋朝末年农民起义军首领。下邳（今江苏邳州市南）人。大业九年（613年）聚众起义，不久并入杜伏威部，在江淮一带抗击隋军。大业十三年（617年），占领永嘉（今浙江温州市）。唐高祖武德六年（623年），归降唐朝。	